# Poésie Han

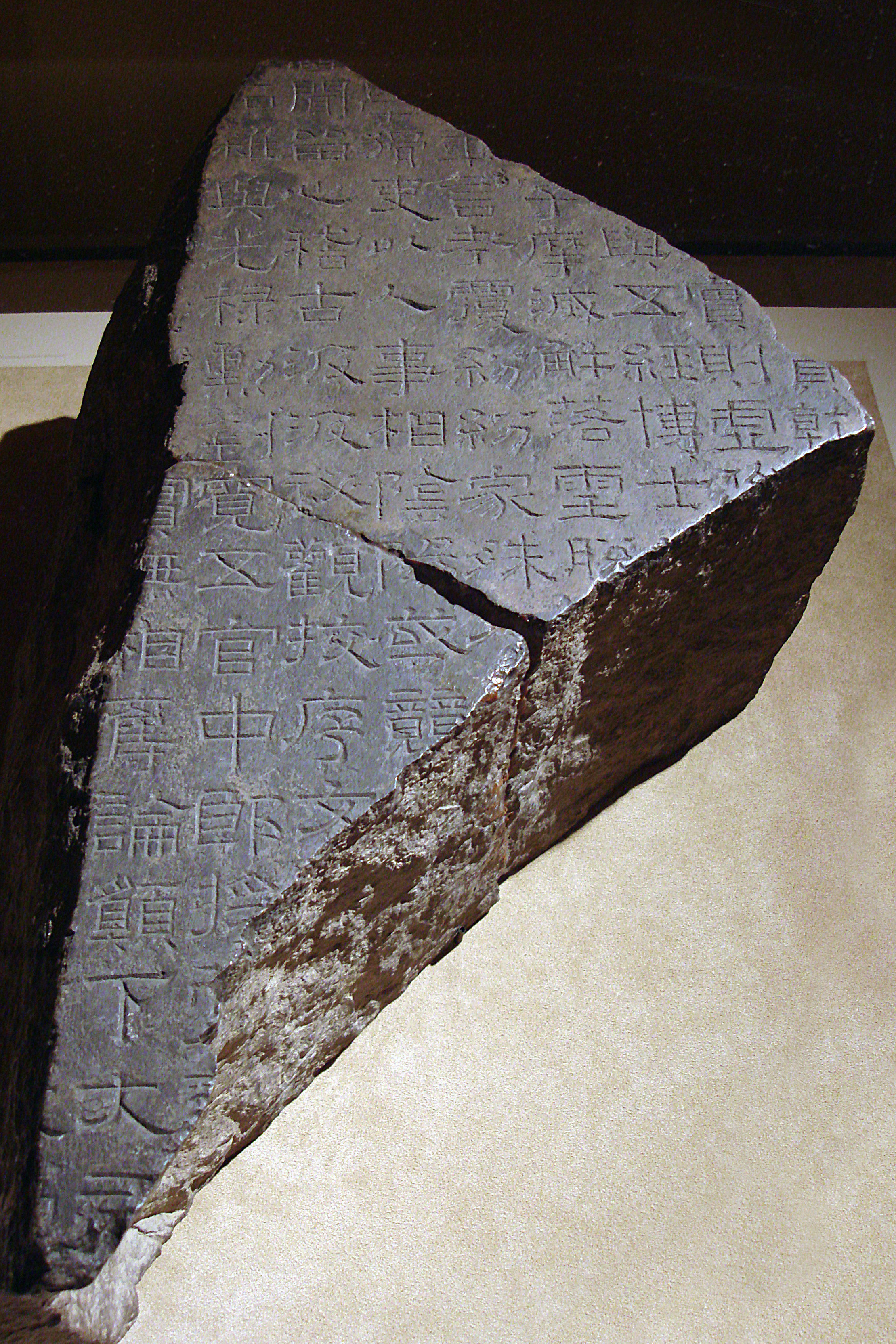
Fragment des Classiques en pierre de Xiping. Musée national de Chine. Lorsqu'elles étaient intactes, les quarante-six stèles composant les "Classiques en pierre" comprenaient le Classique des vers une anthologie poétique ayant fortement influencé la poésie Han

La poésie Han en tant que style poétique, a donné naissance à des poèmes importants qui sont encore conservés aujourd'hui et dont l'origine est associée à l'époque où la dynastie Han règne sur la Chine, (206 av. J.-C. - 220 apr. J.-C.), y compris l'interrègne de Wang Mang (9-23 apr. J.-C.). Les dernières années de la dynastie Han, connues sous le nom d’ère Jian'an (196-220), font souvent l'objet d'un traitement particulier à des fins d'analyse littéraire, notamment parce que la poésie et la culture de cette période sont moins typiques de la période Han et présentent des caractéristiques qui leur sont spécifiques. Elles ont également des aspects littéraires en commun avec les écrits de la période des trois royaumes qui suit l’ère Jian'an.
Cette poésie reflète l'une des plus importantes et des plus florissantes périodes de production poétique du monde, tout en étant une époque remarquable de la Poésie chinoise classique (en), notamment avec le développement du style fu; les activités du Bureau de la Musique et son travail de collecte des chansons populaires qui débouche sur le développement de ce qui sera finalement connu comme étant le yuefu, ou style formel rhapsodique ; et, enfin, vers la fin de la dynastie Han, le développement d'un nouveau style de poésie, le Shi (en). En effet, si, au début, les yuefu sont des chansons populaires mises à l'écrit par des lettrés, ils évoluent avec le temps et finissent par devenir des textes écrits sur le modèle de ces chansons, mais sans être destinés à être chantés, et, donc, ne tenant plus compte des contraintes musicales. Avec le temps, les yuefu deviennent difficiles à distinguer des vers poétiques liés au style Shi et classer tel ou tel poème dans l'un ou l'autre de ces styles devient donc quelque peu arbitraire.
Une autre contribution poétique importante de l'ère Han est la compilation de l'anthologie Chuci, qui contient certains des plus anciens et des plus importants vers poétiques de la Chine ancienne à avoir été préservés, ainsi que la transmission de l'anthologie Shijing.

## Contexte général

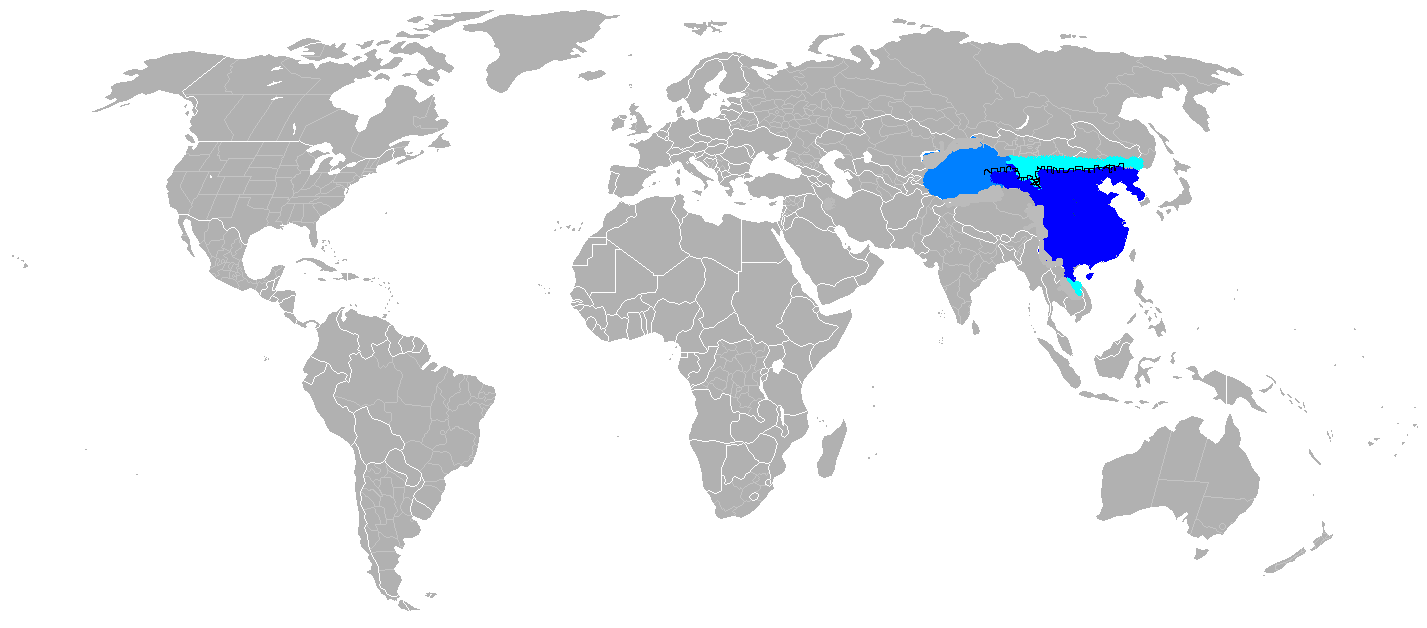
Carte du territoire la dynastie des Han occidentaux en l'an 2 de notre ère. Le bleu le plus foncé représente les principautés et les commanderies de l'Empire Han, Le bleu clair est le protectorat du bassin de Tarim, le bleu ciel représente les zones sous contrôle fluctuant et les créneaux représentent le tracé de la Grande Muraille de Chine sous la dynastie Han.

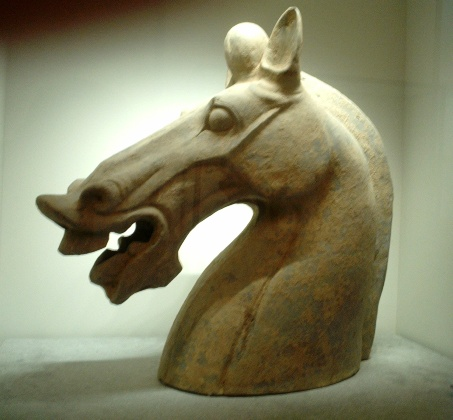
Une tête de cheval en terre cuite datant de la dynastie Han (1er-IIe siècle après J.-C.).

La famille dynastique dirigeante de la dynastie Han est le clan Liu, fondé par Liu Bang. Ce dernier commence sa carrière comme fonctionnaire mineur au service de la dynastie Qin, une sorte de shérif local officiant pendant la désintégration rapide et le chaos des dernières années de la dynastie. Puis il se rebelle contre ses maîtres et devient un hors-la-loi se cachant dans les collines, puis un seigneur de la guerre pendant la guerre civile qui marque la chute des Qin et le roi de Han durant la guerre qui s’achève par la réunification de la Chine. Il est honoré à titre posthume du titre d'Empereur Haut Fondateur Han ou de Grand Ancêtre Han (Gaozu). Malgré son passé populaire, son manque d'alphabétisation et ses manières généralement considérées comme vulgaires, Liu Bang a un grand respect pour la littérature et l'apprentissage. Son mécénat en faveur de la littérature et des arts, ainsi que ses liens avec la culture unique de Chu, vont créer un précédent qui va marquer le reste de la dynastie qu'il a fondée et qui réussit à garder une grande partie du pouvoir politique entre les mains du clan Liu. En plus de l'empereur, ce mécénat passe souvent par les différents rois issus du clan Liu, qui bénéficient, au moins au début de la dynastie, d'une grande autonomie dans leurs domaines personnels, encourageant ainsi le développement de cours royales secondaires, en plus de la cour impériale principale. Dans certains cas, cette autonomie encourage le développement d'un mécénat royal de la littérature et des arts, entrainant une plus grande diversité et un enrichissement mutuel des genres et des styles artistiques.
Parmi les autres caractéristiques importantes de l'ère Han, on peut citer l'installation de la capitale impériale à Chang'an pendant la période des Han Occidentaux, et son déménagement à Luoyang sous les Han Orientaux, l'extension de l'empire Han à de nouvelles régions et le contact avec de nouveaux peuples et de nouvelles cultures, via les conquêtes et la route de la soie. Ce développement est prolongé par des expéditions en dehors de la Chine, comme celle menée par Zhang Qian, qui, au IIe siècle av. J.-C., est allé jusqu'en Bactriane et à Dayuan (Ce qui correspond actuellement à Ferghana, Ouzbékistan), et a, entre autres, rapporté de la luzerne et des raisins en Chine. C'est également durant cette période qu'émergent de nouvelles méthodes d'écritures et de nouveaux supports. L'usage de l'encre de Chine et du pinceau de calligraphie sous la dynastie Han sont attestés archéologiquement, notamment sur la soie, le papier de chanvre et les lamelles de bambou. Les lamelles de bambou (ou de bois) sont soigneusement attachées ensemble avec de délicates ficelles, mais lorsque celles-ci pourrissent et se brisent, les différentes lamelles se mélangent et le texte qui y est écrit devient extrêmement compliqué à déchiffrer. Des méthodes telles que l'estampage, la gravure sur l'argile ou la pierre sont également utilisées ; et, bien que relativement durable, la création de texte sur ces supports nécessite un savoir-faire assez élaboré. C'est également sous les Han que se répand le style petit sceau (p:xiǎozhuàn), inventé sous la dynastie Qin
Peu de poèmes de la dynastie Han ont survécu dans leurs éditions originales, la plupart de ceux que nous connaissons nous étant parvenus grâce aux anthologies de l'époque de la poésie des Six Dynasties (en).

## Contexte poétique
Une partie importante de l'héritage poétique reçu par les poètes de la dynastie Han vient du Shijing, dont le style est caractérisé par des vers de quatre caractères et des poèmes divisés en trois strophes. L'influence du Shijing sur la poésie Han se ressent dans des aspects importants de la poésie chinoise classique, comme l'utilisation de différents effets de styles permettant d'exprimer l'âme d'une personne. Surtout, la multiplication pendant la dynastie Han des politiques étatiques favorisant le développement et la diffusion de la pensée confucianiste entrainent une mise en valeur du Shijing, qui intègre pleinement le canon des classiques.
Un autre héritage important reçu par les poètes Han est celui de la poésie du genre Chu Ci, ou "Chants de Chu". Il s'agit d'un ensemble de textes qui, par rapport au Shijing, apportent des innovations dans certaines formes de vers, comme l'usage de différents types de métrique se distinguant par différentes longueurs. Cet ensemble a été élargi par l'ajout de textes créés par des poètes Han, puis publiés dans une anthologie compilée par Liu Xiang au Ier siècle av. J.-C. Enfin, il existe tout un corpus de chansons et de ballades folkloriques transmises oralement, que les poètes Han vont réutiliser.
Par contre, les Han ne sont absolument pas influencés par la poésie de la dynastie Qin, les textes la composant ayant été perdus lors de l'Incendie des livres et enterrement des lettrés (chinois simplifié : 焚书坑儒 ; chinois traditionnel : 焚書坑儒 ; pinyin : fén shū kēng rú), un autodafé ordonné par l'empereur Qin Shi Huang, et la destruction de la bibliothèque impériale, qui abritait les uniques copies existantes des textes détruits lors de l'autodafé, lors de la chute de la dynastie.
L'extension de l'empire Han vers l'ouest et le sud introduit en Chine des concepts et des objets nouveaux et exotiques, qui sont parfois devenus le sujet de poèmes en prose rattachés au style Fu.

## Poètes de la dynastie Han
Si certains des principaux poètes Han sont connus, beaucoup d'entre eux sont anonymes, notamment les poètes à l'origine des collections du Bureau de la musique, dont les Dix-neuf Chansons anciennes. De même, on ne connait pas l'identité de ceux qui ont composé les vers des ballades populaires traditionnelles. Parmi les auteurs de poésie importants de l'époque Han, on peut citer Zhang Heng et Liu Xiang. Parmi les poètes Han qui écrivent eux-mêmes leurs textes, en utilisant leur nom ou un pseudonyme, nombreux sont ceux qui écrivent dans le style fu, le style sao (Chuci), ou les deux. Dans d'autres cas, les poèmes sont attribués à des personnes spécifiques de la dynastie Han, ou écrits en fonction de leur personnalité, mais l'auteur réel reste inconnu. Par exemple, on ignore qui sont les vrais auteurs de certains poèmes attribués à Su Wu (en) et à Ban Jieyu. Parmi les autres poètes Han, on peut citer Sima Xiangru, Ban Gu et Mi Heng (en).

### Sima Xiangru
Sima Xiangru (179-127 av. J.-C., également connu sous le nom de Szu-ma Hsiang-ju) est l'un des plus importants poètes de la dynastie Han, écrivant à la fois dans les styles Chuci et Fu.

### Su Wu
Su Wu (en) (140 - 60 av. J.-C.) est avant tout un diplomate et homme d'état chinois, connu pour avoir été retenu en captivité pendant 19 ans par les Xiongnu, avant de rentrer en Chine en 81 av. J.-C. 4 poèmes compilés dans le Wen Xuan lui sont attribués, mais le doute subsiste quant à la réelle identité de leur auteur. En effet, à cette époque, il n'est pas rare de confondre la personne dont parle un poème avec celle qui en est l'auteur.

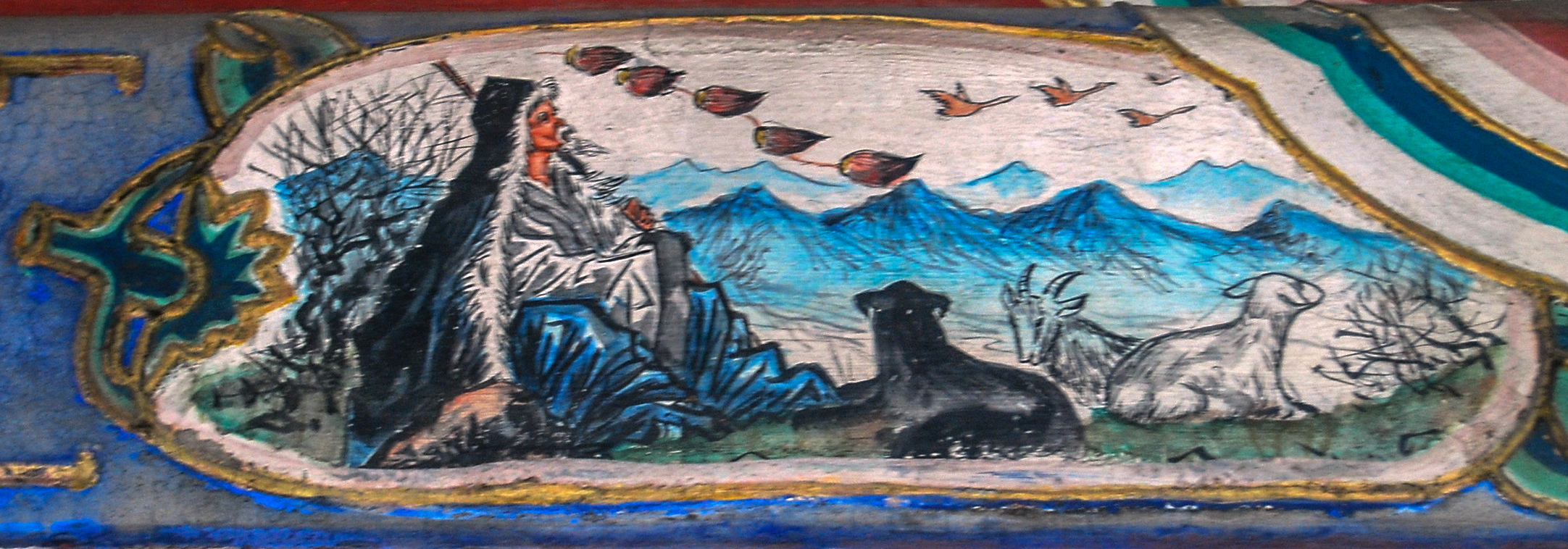
en captivité chez les Xiongnu, où il a été forcé de garder des moutons ou des chèvres. Peinture ornant le Long Couloir du Palais d'Été

Il existe une histoire sur Su Wu qui est devenue une allusion courante dans la poésie chinoise. Selon cette histoire, au début de sa captivité dans l'empire Xiongnu, Su Wu a été traité durement, au point qu'il aurait dû manger la doublure de son manteau pour se nourrir et boire de la neige qu'il avait fait fondre pour s'abreuver. Plus tard, le statut de Su se serait amélioré et les Xiongnu lui aurait même choisi une femme avec laquelle il a eu des enfants. Lorsque l'empereur Han envoie une mission diplomatique le territoire où Wu est détenu, le Chanyu (empereur) des Xiongnu, décide de dissimuler la présence de Su Wu, sans doute pour éviter des complications diplomatiques. Mais Su Wu découvre l'existence de cette mission et le mensonge du Chanyu et décide de duper ce dernier en prétendant qu'il a envoyé un message à l'empereur de Chine en l'attachant à la patte d'une oie. En conséquence, comme la délégation chinoise est déjà au courant qu'il est là, toute tentative de dissimulation de sa présence serait inutile et inconvenante. Il existe une variante de cette histoire ou la délégation est mise au courant de la présence de Su Wu grâce à l'assistant de ce dernier, et c'est le chef de ladite délégation qui invente l'histoire de l'oie messagère pour que le Chanyu libère Su Wu
Quelle que soit la version retenue, cette histoire est, du moins en partie, à l'origine d'un lieu commun de la poésie chinoise : L'utilisation d'une oie comme messagère, assurant le transport d'une lettre attachée à sa patte, seul lien de communication entre deux personnes séparées par une distance si longue que seul le trajet d'une oie migrant du nord et au sud permet de les relier.

### Ban Jieyu (Dame Pan)
Ban Jieyu également connu sous le nom de Dame Pan (Pan Chieh-Yü) est la concubine de l'empereur Han Chengdi (règne : 33 à 7 av. J.-C.) et la grand-tante du poète, historien et auteur Ban Gu. On lui attribue un poème bien connu du Wen Xuan. Bien qu'il soit très peu probable qu'il ait été écrit par elle, ce poème ne figurant même pas dans la biographie de son petit-neveu Ban, il a certainement été écrit comme si elle ou quelqu'un dans sa position, l'avait fait. Il s'agit d'un important exemple précoce du genre poétique dit de "la dame de palais isolée".

### Ban Gu
Ban Gu est un historien et poète chinois du Ier siècle. Il est surtout connu pour sa participation à la rédaction du livre des Han, l'histoire officielle de la dynastie des Han occidentaux. Il a également écrit un certain nombre de fu qui ont été compilés dans le Wen Xuan.

## Chuci
L'une des plus importantes contributions de l'ère Han à la poésie est la compilation de l'anthologie de poésie Chuci, qui a permis de sauvegarder de nombreux poèmes attribués à Qu Yuan et Song Yu, deux auteurs ayant vécu durant la période des royaumes combattants (Ve siècle av. J.-C.- 221 av. J.-C. ). Cependant, il semble qu'environ la moitié des poèmes du Chuci ont été composés pendant la dynastie Han, en imitant le style de Yuan et Yu.
Chuci signifie approximativement les Chants de Chu ou Élégies de Chu, en référence à l'ancien État de Chu. La version traditionnelle du Chu Ci contient 17 sections principales, dont le contenu actuel a été rassemblé par Wang Yi, un bibliothécaire du IIe siècle après J.-C. au service de l'empereur Han Shundi. Yi a ajouté ses propres vers, dérivés du style Chuci ou "Sao", à la fin de la collection, sous le titre de Jiǔ sī ( 九思) . Les poèmes et les pièces de l'anthologie Chu Ci varient dans leurs styles poétiques formels, notamment par les variations de la métrique, l'utilisation variable de particules d'exclamation, l'utilisation ou non de titres pour les pièces individuelles au sein d'une section, et la présence variable du luan (envoi).
Outre Wang Yi, d'autres poètes de la période Han sont connus pour avoir créé certains des poèmes recueillis dans les Chuci, ou considérés comme en étant les auteurs. Parmi ces poètes Han, on trouve Wang Bao et Liu Xiang. Liu An, le roi de Huainan (淮南王), et son cercle littéraire ont également été impliqués dans le matériel compilé dans le Chuci, mais il est quasi impossible de leur attribuer la paternité d'un poème en particulier.

## Fu

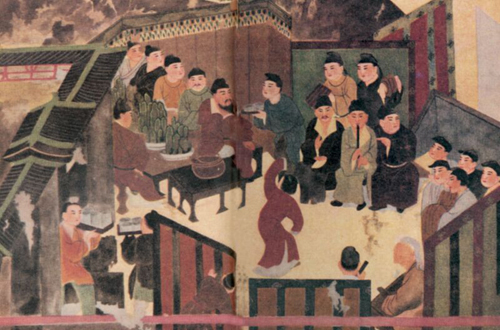
Rassemblement de Liangyuan : Peinture de la dynastie Song représentant un rassemblement littéraire de la dynastie Han dans le jardin Liang de Liu Wu, le Roi de Liang. Liang était l'un des royaumes de l'empire Han, et une région, ainsi que son Roi, associée à de grandes réalisations littéraires.

L'une des principales formes de littérature de la dynastie Han est le Fu, parfois traduit par "rhapsodie". Le fu est sorte de fourre-tout éclectique de prose et de vers, qu'il n'est pas facile de classer comme étant de la poésie ou de la prose. En chinois, le fu est classé comme Wen plutôt que Shi (en), mais ces termes ne correspondent pas à la distinction entre la prose et les vers telle qu'elle est effectuée en Occident. En fait, l'une des différences dans la catégorisation traditionnelle chinoise est que le Shi est chanté ou scandé, alors que le Fu ne l'est pas, du moins selon ce qu'en dit le Hanshu. La crédibilité de cette classification est renforcée par le fait que l'un des compilateurs du Hanshu est Ban Gu, qui est lui-même un pratiquant du style Fu. Le Fu des Han dérive du Chuci, qui est traditionnellement considéré comme étant en partie l'œuvre de Qu Yuan. Ce dernier est un poète qui errait dans les campagnes et les villages du Chu, après avoir été exilé de la cour. Dans ce contexte, le "Li Sao" est particulièrement pertinent. Les Fu des poètes Han des deuxième et premier siècles avant Jésus-Christ sont intimement associés aux cours de l'empereur et de ses princes. En d'autres termes, il s'agit de produits littéraires raffinés, ornés, polis et dotés d'un vocabulaire d'élite; et, souvent, ils abordent des sujets tels que la vie dans les palais des capitales Han. Le développement du style Fu pendant la dynastie Han montre une évolution vers une poésie plus personnelle et les poèmes de réclusion, typiques, par exemple, de ceux écrit par Tao Yuanming, un poète de la période des Six Dynasties. Zhang Heng (78-139), un célèbre astronome, mathématicien, inventeur, géographe, cartographe, artiste, poète, homme d'État et érudit de la dynastie Han, a écrit un Fu sur sa propre expérience personnelle (réelle ou imaginaire) de départ de la ville et de sa politique et de retour à la campagne et à la nature. Les Fu continuent d'être populaires au cours des siècles qui suivent la disparition de la dynastie Han.

## Ballades folkloriques issues de la tradition orale
Les ballades populaires traditionnelles ont eu une grande influence sur la poésie Han, par exemple dans le recueil de poésie Dix-neuf poèmes anciens et le style yuefu du Bureau de la musique.

### Dix-neuf poèmes anciens
L'un des développements stylistiques les plus importants de la poésie Han se trouve dans les dix-neuf poèmes anciens, une anthologie de poèmes populaires. Bien que les versions des dix-neuf poèmes qui nous sont parvenues datent de périodes plus récentes, en particulier celle compilée dans le Wen Xuan, ces poèmes semblent dater de la dynastie Han. Ils ont une influence à la fois sur la forme poétique Gushi (en) ("ancien style"), mais aussi pour leur "ton d'une mélancolie sombre... Des voix anonymes nous parlant d'un passé obscur, elles font résonner une note de tristesse qui va dominer la poésie des siècles suivants".
De nombreuses versions de ces 19 poèmes ont ainsi été continuellement réinventées après la chute des Han, y compris un renouveau majeur à l'époque de la Poésie Tang (en). Comme Dix-neuf poèmes anciens signifie littéralement "19 gushi", les poèmes écrits en s'inspirant de ce style ont été désignés comme étant du style gushi, ou simplement étiquetés gushi

### Bureau de la Musique (Yuefu)
Un autre aspect important de la poésie Han implique l'institution connue sous le nom de Bureau de la Musique, ou, en chinois, Yuèfǔ, (ou Yüeh-fu). Cela contraste avec les "Yuefu littéraires", qui sont écrits dans le style général de la collection de Yuefu du Bureau de la Musique, ou dérivés de morceaux particuliers de celle-ci.
Le Bureau de la Musique est une institution gouvernementale chinoise fondée à des fins historiques et archéologiques et existant à différentes époques de l'histoire de la Chine, y compris sous la dynastie Qin. Or la dynastie Han a largement adopté les institutions Qin pour créer son propre modèle d'organisation, en particulier l'empereur Han Wudi, qui est associé à une renaissance ou à une élévation du statut du Bureau de la musique. Il c'est appuyé sur ce Bureau pour organiser les cérémonies minutieusement spectaculaires qui marquent son règne. Les fonctions traditionnelles du Bureau de la musique comprennent la collecte de musique et de paroles de poésie de tout l'empire, ainsi que la direction et la chorégraphie de leurs représentations pour l'empereur et sa cour. Les poésies publiées par le Bureau de la Musique sont connues sous le nom de pièces du "Bureau de la musique". Celles créées ultérieurement en reprenant le style des créations du Bureau, sont connues sous le nom de pièces du "style du Bureau de la musique". Certains de ces poèmes "yuefu littéraire" et "nouveau yuefu" sont écrits par certains des meilleurs poètes de la période suivant celle de la dynastie Han. Les créations du Bureau de la musique (yuefu) de l'ère Han ont été rassemblées et sauvegardées dans des anthologies rédigées après la chute des Han, principalement pendant l'ère des Six Dynasties, telles que le Wen Xuan et le Yutai xinyong.

## La poésie de Jian'an et le devenir duYuefu

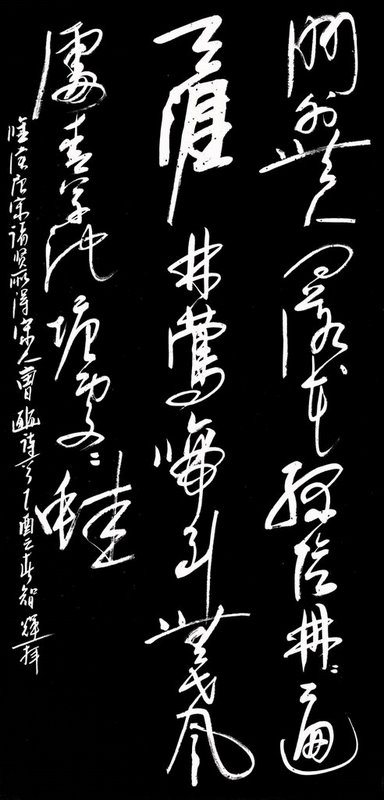
Image de la calligraphie tardive d'un poème attribué à Cao Bin, le frère cadet de Cao Zhen.

La dernière ère de la dynastie Han s'appelle Jian'an. C'est à cette époque que la structure politique des Han s'effondre, tandis que de nouveaux développements de la poésie apparaissent. Ce style de poésie Jian'an yuefu a continué d'exister durant la période des Trois Royaumes et celle des Six Dynasties, tout comme certains auteurs de poésie, tel le seigneur de guerre Cao Cao, qui sont nés pendant la dynastie Han mais qui lui ont survécu. Le "style du Bureau de la Musique", qui s'est développé en suivant le modèle des poésies du Bureau de la musique, est une caractéristique particulièrement importante de la Poésie Jian'an (en) et de la poésie des Six Dynasties (en) qui a suivi. Cette forme de poésie évolue vers des vers réguliers de longueur fixe, un style qui atteint le sommet de sa renommée avec la Poésie Tang (en). Ce qui a pu être préservé de la poésie Han ne représente pas seulement un monument dédié à l'accomplissement et à l'habileté des poètes de cette époque, mais sert également de lien dans un héritage poétique qui a été explicitement valorisé sous la dynastie Tang, et a continué à être valorisé dans la Poésie chinoise classique (en) ultérieure, et ce jusqu'à la poésie contemporaine; qui est à son tour un autre maillon d'une longue chaîne de développement dans le domaine de la poésie, à laquelle les poètes connus et anonymes ont apporté leurs contributions uniques.

## Voir également
- Ban Gu
- Chants de Chu
- Poésie chinoise classique (en)
- Classique des vers
- Dix-huit chansons à la flûte nomade
- Han Wudi
- Fu
- Guo Maoqian (en)
- Gushi (poésie) (en)
- Poésie Jian'an (en)
- Kanshi (poésie)
- Bureau de la Musique
- Gui tian fu (en)
- Sima Xiangru
- Société et culture sous la dynastie Han
- Poésie Tang (en)
- Zhang Heng